# 卡铂
卡鉑（英語：Carboplatin）以Paraplatin等商品名於市面銷售，是種用於治療多種癌症（包括卵巢癌、肺癌、頭頸癌、腦瘤和神經母細胞瘤。）的化學療法藥物。此藥物透過靜脈注射方式給藥。
使用後通常會出現副作用，常見的有成熟血球數量減少、噁心和電解質不平衡。嚴重的副作用有過敏反應和突變誘發。此藥物可能具有致癌性，但仍需進一步研究加以證實。個體於懷孕期間使用可能會對胎兒造成傷害。卡鉑屬於鉑基抗癌藥物家族，透過干擾DNA複製而發揮作用。
卡鉑是順鉑類似物，開發卡鉑的原因是為將順鉑的毒性降低。此藥物於1972年獲得美國專利（申請者必治妥施貴寶），並於1989年被美國食品藥物管理局（FDA）批准作醫療用途。它已被列入世界衛生組織基本藥物標準清單。

## 醫療用途
卡鉑用於治療多種癌症（包括卵巢癌、肺癌、頭頸癌、腦瘤和神經母細胞瘤）。它可用於治療某些類型的睪丸癌，但順鉑通常會較有效。它也被用於治療三陰性乳癌。

## 副作用
卡鉑最大的好處是比順鉑產生較少的副作用，特別是在降低腎毒性方面。其所導致的噁心和嘔吐不算太嚴重，且更易控制。
卡鉑的主要缺點是其具有骨髓抑制作用，而會致使用者骨髓製造血球和血小板的數量急劇減少，有時會低至正常水準的10%。這種骨髓抑制的最高點通常發生在第一次治療後的21-28天，此後血球和血小板水平開始穩定回復，通常會接近使用卡鉑之前的水平。白血球減少（嗜中性白血球低下）會引起併發症，有時可用惠爾血添（一種重組粒細胞刺激因子）等藥物治療。嗜中性白血球低下最顯著的併發症是受到機會性微生物感染的可能性增加，而導致患者須重新入院，接受抗生素治療。

## 作用机制
卡鉑異於順鉑之處在於它有一個二齒二羧酸酯（bidentate dicarboxylate。配體是環丁烷二羧酸酯，CBDCA）取代兩個氯化物配體。這兩種藥物都是烷基化劑。
在人體中，卡鉑較順鉑的排泄率為低，表示使用者體內保留的數量會較多，因此作用時間會更久（卡鉑的生物半衰期為30小時，而順鉑的為1.5-3.6小時）。
卡鉑與順鉑均會與DNA結合並交聯，干擾癌細胞複製，抑制其生長。

## 劑量
使用卡鉑24小時後，接近70%會以原形從尿液排出，表示卡鉑的劑量必須根據患者的腎功能（包括腎功能能受損者）而進行調整。
計算鉑基抗癌藥物劑量的公式 - 卡爾維特公式（Calvert formula）：
{\displaystyle \mathrm {Dose} (\mathrm {mg} )=\mathrm {AUC} \cdot (\mathrm {GFR} +25)}
即：藥物劑量 (mg) = 目標AUC (μg·h/ml) × (肌酸酐廓清率 (ml/min) + 25)
卡鉑的典型曲線下面積 (AUC) 範圍為 3-7（毫克/毫升）*分鐘。

## 合成
順鉑與硝酸銀反應，然後與1,1-環丁二甲酸（cyclobutan-1,1-dicarboxylic acid）反應，而形成卡鉑。

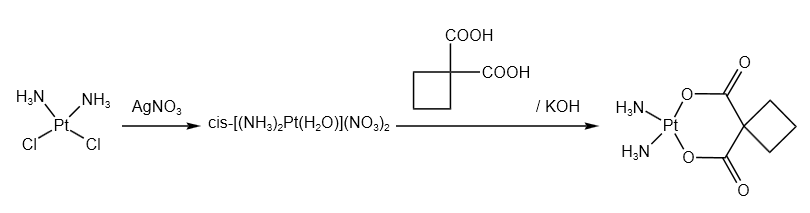
卡鉑合成過程

## 歷史
卡鉑是一種順鉑類似物，由必治妥施貴寶和癌症研究院為降低順鉑的毒性而開發。此藥物於1989年3月獲得FDA批准用於醫學用途，商品名為Paraplatin。

## 研究
卡鉑也用於第1期精原細胞睪丸癌的輔助治療。研究顯示這種治療的效果並不比輔助放射治療差，且副作用也更少。而導致在臨床治療時，會有採用卡鉑比採放射治療作輔助治療較多的趨勢。
卡鉑與十六烷基鏈和聚乙二醇組合似乎可增加親脂性和聚乙二醇化。這對於化學治療，特別是對非小細胞肺癌非常有用。

## 延伸閱讀
- Canetta R, Rozencweig M, Carter SK. . Cancer Treatment Reviews. September 1985,. 12 Suppl A (Suppl A): 125–136. PMID 3002623. doi:10.1016/0305-7372(85)90027-1.
- Yang XL, Wang AH. . Pharmacology & Therapeutics. September 1999, 83 (3): 181–215. PMID 10576292. doi:10.1016/S0163-7258(99)00020-0.